# Schihab ad-Din Mahmud
Schihab ad-Din Mahmud (arabisch شھاب الدین محمود, DMG Šihāb ad-Dīn Maḥmūd; † Juni 1139) war ein Emir von Damaskus aus der Dynastie der Buriden. Er war einer der Söhne des Tadsch al-Muluk Buri († 1132).
Mahmud wurde im Februar 1135 von seiner Mutter Zamarrud Khatun als Nachfolger seines ermordeten Bruders Schams al-Muluk Ismail in der Herrschaft von Damaskus installiert und von ihr beherrscht. Weder er noch sie konnten den Siegeszug des Herrschers von Aleppo, Zengi, aufhalten, der bis 1138 Homs und Banyas erobert hat. Offenbar in Erkenntnis von der Ausweglosigkeit der Sache der Buriden hat Zamarrud einen Heiratsantrag von Zengi angenommen und ihre Söhne in Damaskus fallen gelassen.
Mahmud wurde im Juni 1139 in seinem Schlafgemach von drei seiner Mamluken ermordet.